# Á Skørinum
El Á Skørinum es un estadio de fútbol ubicado en Hvalba, Suðuroy, Islas Feroe. El estadio tiene capacidad para 2000 espectadores. Es el único estadio de Islas Feroe con césped natural.
El estadio alberga los partidos de local del Royn Hvalba, equipo de la 2. deild, la tercera división de Islas Feroe.